# Siete Sabios de Grecia

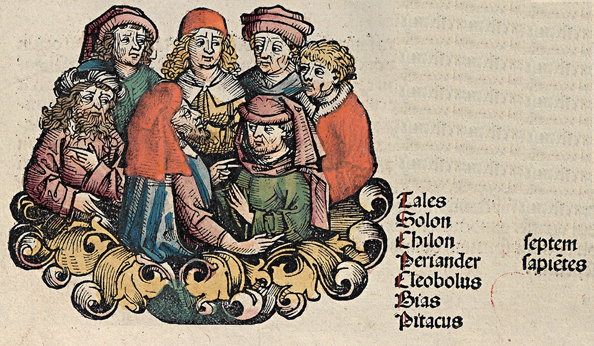
Los Siete Sabios en las Crónicas de Núremberg

La denominación de Siete Sabios fue el título dado por la tradición griega a siete antiguos sabios griegos (alrededor del 620 — 550 a. C.), renombrados por su sabiduría. Este conjunto incluye tanto a filósofos como a estadistas o legisladores.
La tradición de los Siete Sabios se mantuvo a lo largo de los siglos. La cita conocida más antigua es de Platón en su obra Protágoras, Plutarco los menciona en su Banquete de los siete sabios y Diógenes Laercio en su obra Vidas y opiniones de los filósofos más ilustres.

## Relación de sabios

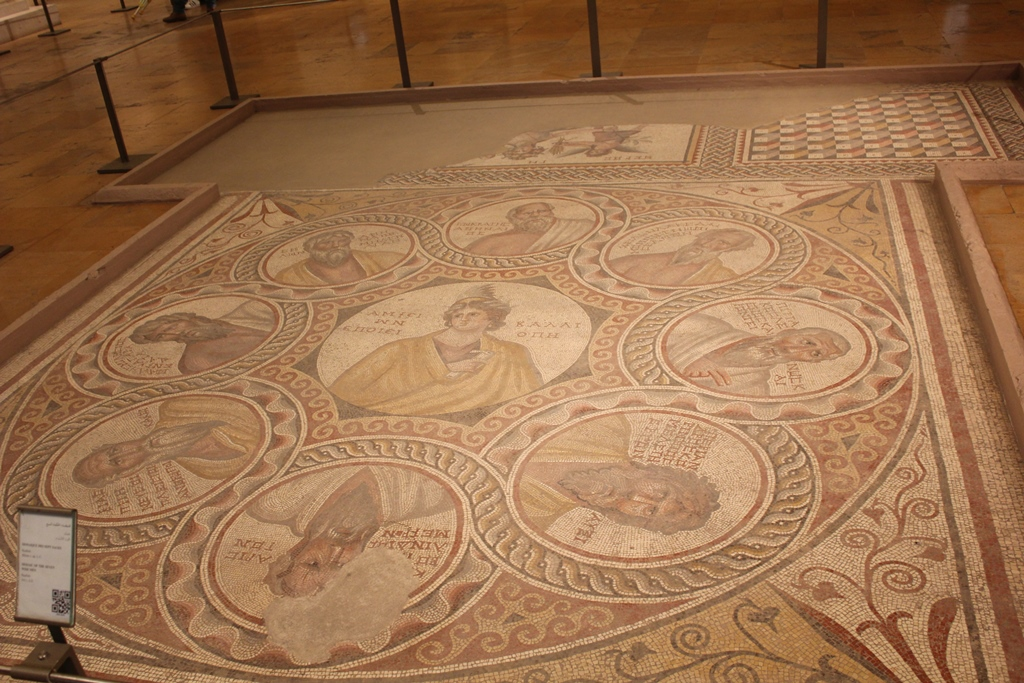
Calíope, en medio de Sócrates y los Siete Sabios (Baalbeck,), expuesto en el Museo Nacional de Beirut.

El mundo antiguo nos ha dejado varias relaciones de los Siete Sabios. Una la presenta Platón en el diálogo Protágoras (Prot. 343a). Otra, la que aquí sigue, procede de Diógenes Laercio (que no incluye en la lista a Misón de Quene, mencionado por Platón, y pone en su lugar a Periandro).
- Cleóbulo de Lindos, gobernó como tirano de Lindos, en la isla griega de Rodas, c. 600 a. C.[2]
- Solón de Atenas (640 a. C. - 559 a. C.) adquirió fama como legislador y reformador social en Atenas.[3]
- Quilón de Esparta: político del s. VI a. C., intenta mejorar los sistemas para controlar mejor a los más altos funcionarios del estado. Asimismo, se le atribuye la militarización de la vida civil de Esparta y las primeras medidas para la educación castrense de la juventud.[4]
- Bías de Priene:político griego que alcanzó gran fama como legislador en el s. VI a. C.[5]
- Tales de Mileto: Filósofo y matemático, destacó gracias a su sabiduría práctica, a su notable capacidad política y a la gran cantidad de conocimientos que poseía.[6]
- Pítaco de Mitilene: fue un estadista griego (c. 650 a. C.) que gobernó en Mitilene (Lesbos), junto con el tirano Mirsilo. Pítaco intentó restringir el poder de la nobleza, y ejerció el poder apoyándose en las clases populares.[7]
- Periandro de Corinto: como tirano de Corinto, intentó mantener la estabilidad política interna y propició la prosperidad del país durante el período entre los s. VII-VI a. C. Se ocupó de reglamentar y humanizar el trabajo de los esclavos, protegió a la clase social de los campesinos pobres y obligó a la nobleza a reducir la suntuosidad de sus gastos. También llevó a cabo una sistemática política colonial de conquistas. La larga estabilidad de que gozó Corinto bajo su mandato contribuyó a que fuera incluido en el grupo de los sabios de Grecia.[8]

Diógenes Laercio señala, sin embargo, que entre sus fuentes había un gran desacuerdo sobre qué figuras deberían contarse entre los siete. Solón, Tales, Pítaco y Bías coinciden en todas las listas, y quizás las dos sustituciones más comunes fueron cambiar a Periandro de Corinto o Anacarsis el escita por Misón de Quene. En la primera lista de siete de D. Laercio, que introduce con las palabras «Estos hombres son reconocidos sabios», aparece Periandro en lugar de Misón; la misma sustitución aparece en La máscara de los siete sabios de Ausonio. Tanto Éforo como Plutarco (en su Banquete de los Siete Sabios) sustituyeron a Anacarsis por Misón. Diógenes Laercio afirma además que Dicearco dio diez nombres posibles, Hipóboto sugirió doce nombres, y Hermipo enumeró diecisiete posibles sabios en su libro Sobre los sabios, de los cuales diferentes personas hicieron diferentes selecciones de siete. Así mismo Esopo era también un candidato para ser incluido en el grupo, y un epigrama del poeta Agatías del siglo VI d. C. (Antología Palatina 16.332) se refiere a una estatua de los Siete Sabios, con Esopo de pie ante ellos.
Por tanto, además de los expuestos anteriormente, se pueden añadir los siguientes nombres:
- Epiménides de Cnosos o de Festo (Creta) fue un filósofo, profeta y poeta griego que vivió en el siglo VI a. C.. Es conocido por la paradoja atribuida a él, como profeta y por purificar Atenas de la peste causada por la violación del derecho de asilo. Se le atribuyen varias obras en verso y prosa, actualmente perdidos.[15]
- Anacarsis el escita, un extranjero de la lista, ya que no procede del mundo helénico.[16] En el siglo IV a. C., Anacarsis se convirtió en una especie de modelo de vida para los filósofos cínicos.[16]
- Ferécides de Siros, al igual que Anacarsis, proviene de los márgenes del mundo helenístico, siendo además algo posterior al resto. Fue el primero en escribir sobre los dioses en prosa. Fue maestro de Pitágoras.[17]
- Misón de Quene o Quenas (ciudad de localización controvertida), de toda la lista es del que se tienen menos referencias e información biográfica.[18]

## El relato de los Siete Sabios
Sócrates se refiere indirectamente a un cuento de los Siete Sabios que apunta a que la humildad es la madre de la sabiduría:
Según relata Diógenes Laercio, unos pescadores de la isla de Cos encontraron entre sus redes el trípode de Helena de Troya, la cual lo echó al agua en su viaje de retorno desde Troya a Esparta. Los pescadores habían vendido por anticipado el contenido de sus redes a unos viajeros de Mileto, pero al encontrar el trípode se negaron a dárselo a los viajeros de Mileto. De esta forma, estalló una guerra entre Cos y Mileto. Viendo que la guerra no tenía fin, los combatientes acudieron al Oráculo de Delfos, para saber qué hacer con el trípode. El oráculo mandó que el trípode fuese entregado al hombre más sabio, así que aquel fue entregado a Tales de Mileto. Sin embargo, modestamente rechazó el título y mandó el trípode a Bías de Priene, el cual también rechazó el honor y se lo envió a otro miembro del grupo. Al final, el trípode fue dedicado a Apolo.

## Los Siete Sabios en la literatura europea
Los dichos de los siete sabios aparecen en multitud de obras posteriores al Imperio Romano. Existen manuscritos medievales españoles con el título Dichos de Sabios en la Biblioteca de El Escorial y en la Universidad de Salamanca.
Pedro Mexía, en su obra de 1540 Silva de varia lección (capítulos IX y X, cuarta parte) narra la historia de los siete sabios de Grecia en prosa. El bachiller Hernán López de Yanguas trasladó del latín al castellano las sentencias de los siete sabios, con posterioridad a la publicación de la Silva. De su obra Dichos de los siete sabios se publicaron varias ediciones, todas ellas en letra gótica: una en Medina del Campo (1543), de la cual hay una copia en el Museo Británico; otra en Zaragoza (1549), con copia en la Biblioteca Nacional de Madrid y una tercera en Salamanca (1578), de la que existe copia en la Biblioteca de El Escorial. En el siglo XVIII se citan ediciones en Madrid, Sevilla y Córdoba. La versión de Zaragoza se reimprimió en Madrid por la Sociedad de Bibliógrafos Españoles en 1953.
Los dichos de los siete sabios se encuentran también en un códice manuscrito en caracteres árabes del siglo XVI, actualmente en la Biblioteca nacional de París (signatura 1163, folios 60v a 80v), que perteneció en su día al aragonés Rodrigo el Rubio, un morisco español que fue llevado ante el tribunal de la Inquisición, en el año 1567, solamente por la posesión de este código. Publicado en 1563, contiene una colección gnómica de sentencias morales en verso atribuida a los siguientes sabios: Bías, Periandro, Pítaco, Cleóbulo, Quilón, Solón y Tales.